# Bahnhof Budapest-Keleti

Der Bahnhof Budapest-Keleti (umgangssprachlich und früher offiziell Keleti pályaudvar, abgekürzt Keleti pu., deutsch „östlicher Bahnhof“) ist vor den Bahnhöfen Budapest-Nyugati („westlicher Bahnhof“) und Budapest-Déli („südlicher Bahnhof“) der wichtigste der drei großen internationalen Bahnhöfe der ungarischen Hauptstadt Budapest, da er von den meisten internationalen Zügen angefahren wird.

## Lage
Der Bahnhof liegt an der Ostseite des Baross tér im Stadtteil Pest im VIII. Bezirk (Józsefváros). Nordöstlich von ihm befindet sich das Ferenc-Puskás-Stadion und südlich der Kerepesi temető, die offizielle Ruhestätte ungarischer Größen aus Politik und Kultur.
Auf der Westseite des Baross tér befindet sich die Haltestelle Keleti pályaudvar der Metrolinien M2 und M4 der Metró Budapest, die zwischen Déli pályaudvar im Westen von Buda und Örs vezér tere im Osten von Pest (beide M2) beziehungsweise Kelenföld Vasútállomás am Bahnhof Kelenföld im Süden von Buda (M4) verkehren.
An gleicher Stelle halten des Weiteren eine nach Südosten führende Straßenbahnlinie, sowie diverse Oberleitungsbus-, Autobus- und Schnellbuslinien.

## Geschichte
Der im Neorenaissancestil errichtete Kopfbahnhof wurde in den Jahren 1881 bis 1884 vom Eisenbahntechniker János Feketeházy und dem Architekten Gyula Rochlitz geplant und erbaut.
Zur Eröffnung galt er als einer der modernsten Bahnhöfe Mitteleuropas, da er als einer der ersten über eine elektrische Beleuchtung und ein zentrales Stellwerk verfügte. 1998 wurde die Fassade restauriert.
Seit Eröffnung der Metrolinie 4 im März 2014 ist der Bahnhof auch ein Kreuzungs- und Umsteigepunkt der Untergrundbahn. Im Zuge dessen wurden der Bahnhofsvorplatz sowie Teile des Bahnhofsinneren in den Jahren zuvor umgebaut bzw. saniert.
Im Rahmen der Flüchtlingskrise in Europa 2015 stand der Bahnhof Ende August/Anfang September 2015 im Blickpunkt der Öffentlichkeit, als sich zeitweise mehrere Tausend Flüchtlinge in und um das Bahnhofsgelände aufhielten, um einen Zug nach Österreich oder Deutschland zu erreichen. Für kurze Zeit hatte die ungarische Polizei den Bahnhof abgeriegelt, um die Flüchtlinge an der nicht genehmigten Ausreise zu hindern.

## Name
Keleti pályaudvar ist tatsächlich der östlichste der drei großen Bahnhöfe Budapests. Die Bezeichnung des Bahnhofs rührt jedoch von den in früheren Zeiten vor allem in Richtung Osten verkehrenden Zügen her.
In der Zeit seines Bestehens trug er bereits mehrere Namen:
- Budapest
- Budapest központi pályaudvar (bis etwa 1892)
- Budapest Keleti P.udv.
- Budapest-Keleti pu. (bis etwa 2009)
- Budapest-Keleti

Der Zusatz pályaudvar bei großen ungarischen Bahnhöfen, in Unterscheidung zu állomás für eine Station oder einen kleineren Bahnhof, wird seit etwa 2010 nur noch umgangssprachlich und nicht mehr in bahnbetrieblichen Unterlagen verwendet.

## Verkehr
Ursprünglich verkehrten hier hauptsächlich Züge nach Osten und Süd-Osten, z. B. nach Debrecen oder Békéscsaba. Mittlerweile halten hier aber die meisten internationalen Züge, insbesondere sämtliche nach Ungarn verkehrende EuroCity. Außerdem stellt dieser Bahnhof den Endpunkt sämtlicher Railjet-Verbindungen aus München, Zürich und Wien dar. Über Verbindungsstrecken ist der Bahnhof von sämtlichen nach Budapest führenden Bahnstrecken aus erreichbar.
Im Regionalverkehr halten hier folgende Linien (Stand: 2019):
- Személyvonat (Personenzug)
  - S25 Budapest-Keleti – Ferencváros – Pesterzsébet – Soroksár – Dunaharaszti – Taksony – Dunavarsány – Délegyháza – Kiskunlacháza – Dömsöd – Kunszentmiklós–Tass
  - S60 Budapest-Keleti – Kőbánya felső – Rákos – Gyömrő – Sülysáp (– Nagykáta – Újszász – Szolnok)
  - S80 Budapest-Keleti – Kőbánya felső – Rákos – Pécel – Gödöllő – Aszód – Hatvan (– Vámosgyörk – Füzesabony)
- Gyorsított személyvonat (beschl. Personenzug)
  - G10 (Budapest-Keleti – Ferencváros – Kelenföld – Bicske – Tatabánya – Tata – Komárom – Győr)
  - G60 Budapest-Keleti – Kőbanya felső – Rákos – Gyömrő – Sülysáp – Nagykáta (– Újszász – Szolnok)
  - G80 Budapest-Keleti – Kőbánya felső – Rákos – Pécel
- Zónázó vonat (Eilzug)
  - Z60 Budapest-Keleti – Kőbanya felső – Rákos – Sülysáp – Nagykáta – Újszász – Szolnok

Internationale Direktzüge
- D 346/D 347 Dacia: București Nord – Brașov – Budapest-Keleti – Győr – Wien

Nachtzüge (EuroNight, EN) von, über oder nach Budapest-Keleti:
- EN 462/EN 463 Kálmán Imre: Budapest-Keleti – Győr – Wien Hauptbahnhof – Salzburg – München
- EN 40457/EN 40476 Metropol: Berlin – Breslau – Ostrau – Břeclav  – Bratislava – Budapest-Keleti
- EN 40467/EN 40462 Wiener Walzer: Zürich – Innsbruck – Wien Hauptbahnhof – Győr – Budapest-Keleti

Internationale Intercity-Verbindungen:
- IC 472/IC 473 Ister: București Nord – Brașov – Arad – Lőkösháza – Szolnok – Budapest-Keleti

## Bildergalerie

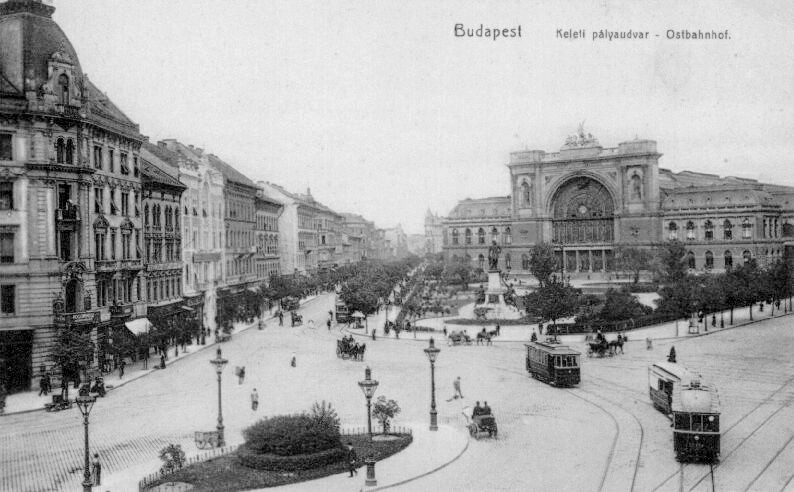
Empfangsgebäude um 1900
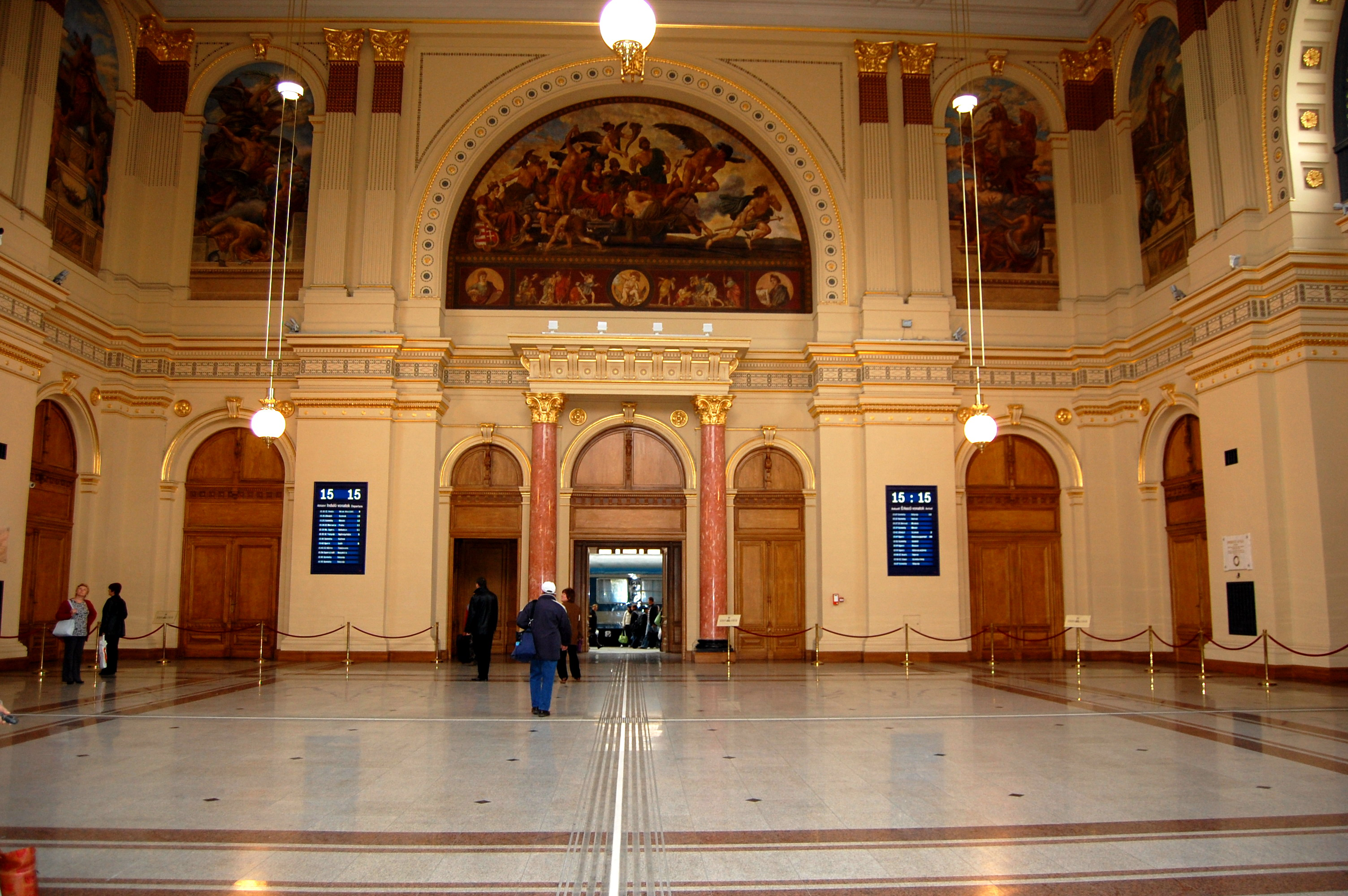
Eingangshalle
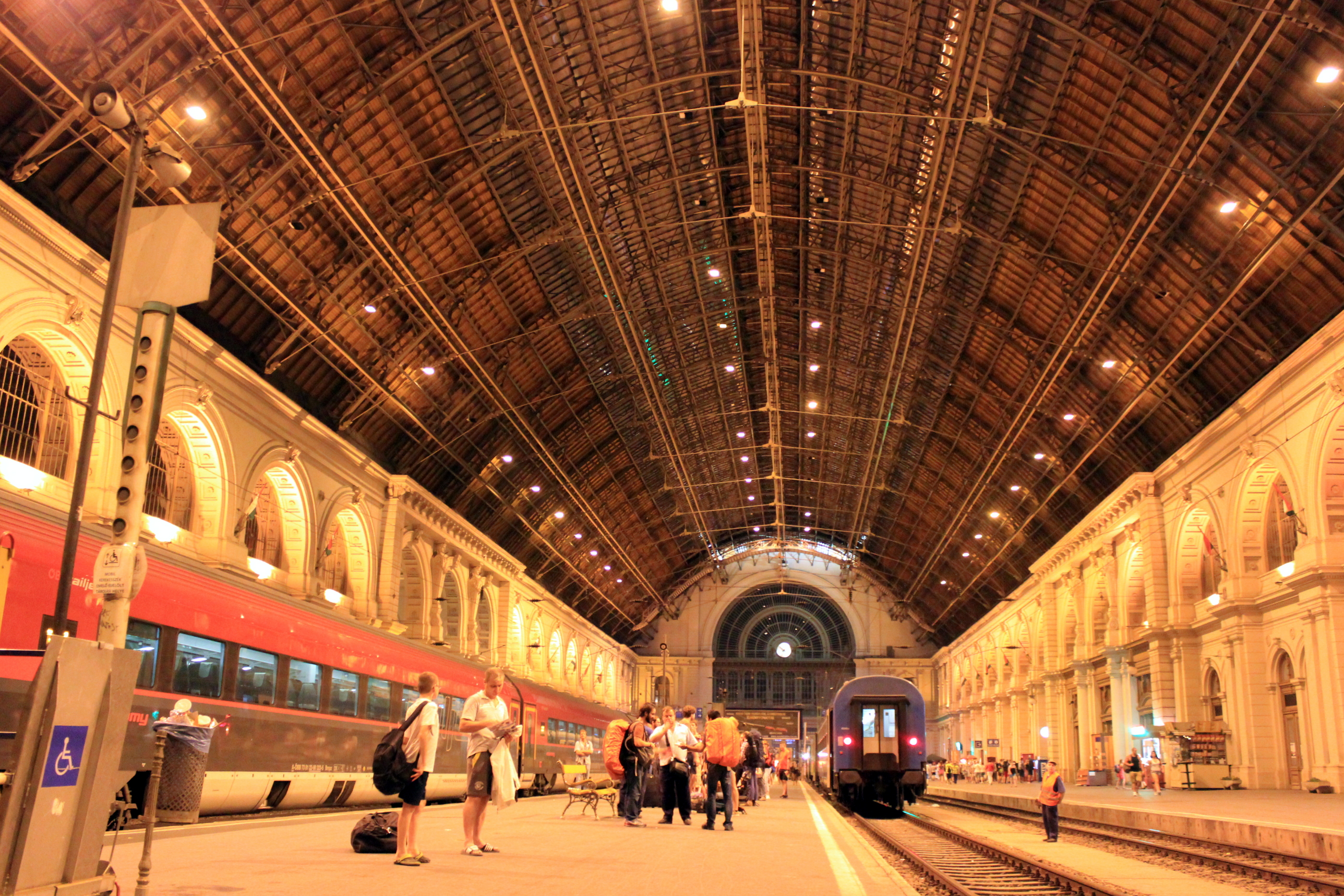
Bahnhofshalle von Osten (2015)
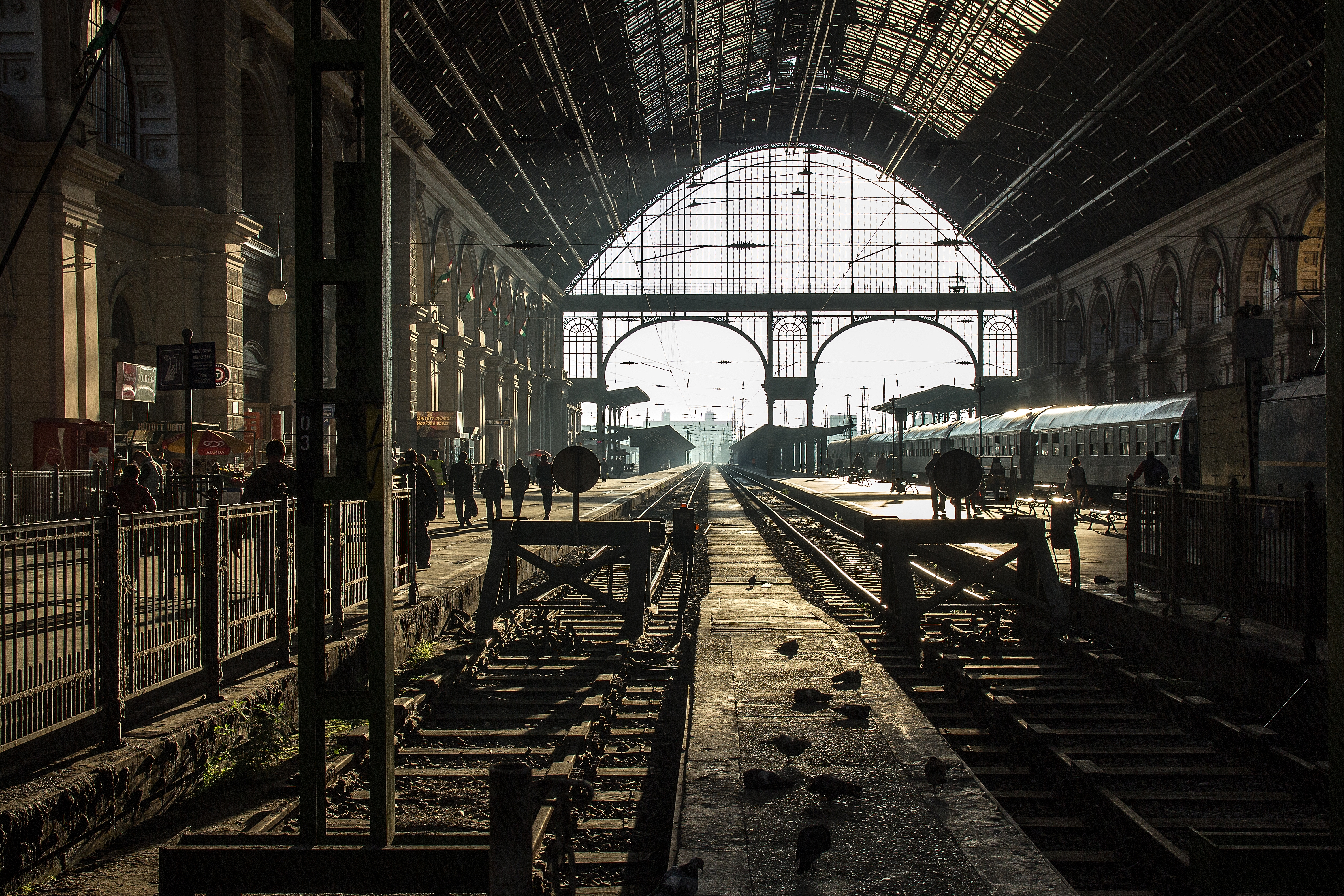
Blick durch die Bahnhofshalle nach Osten

## Trivia
- An der Vorderseite ehren zwei Statuen Pioniere der Dampfmaschinen- und Dampfloktechnik, James Watt und George Stephenson.
- In und um diesen Bahnhof wurde das Musikvideo zu From Sarah With Love von Sarah Connor gedreht.
- Das Musikvideo zu  Early Winter von Gwen Stefani wurde hier im Königlichen Wartesaal gedreht. Wo einst Kaiserin "Sissi" auf den Zug gewartet hat.
- Szenen des Films Bei Berührung Tod aus dem Jahr 2000 wurden in der Bahnhofshalle gedreht.